# Nuup Kangerlua
De Nuup Kangerlua (Deens: Godthåbsfjorden) is een fjord in het westen van Groenland. De fjord is met een lengte van 160 kilometer de langste fjord van de Groenlandse westkust. 
Aan de monding van de fjord nabij de Labradorzee ligt Nuuk, de hoofdstad van Groenland. Verder landinwaarts ligt de plaats Kapisillit. 
Een oude Nederlandse naam voor de fjord is Baalsrivier.

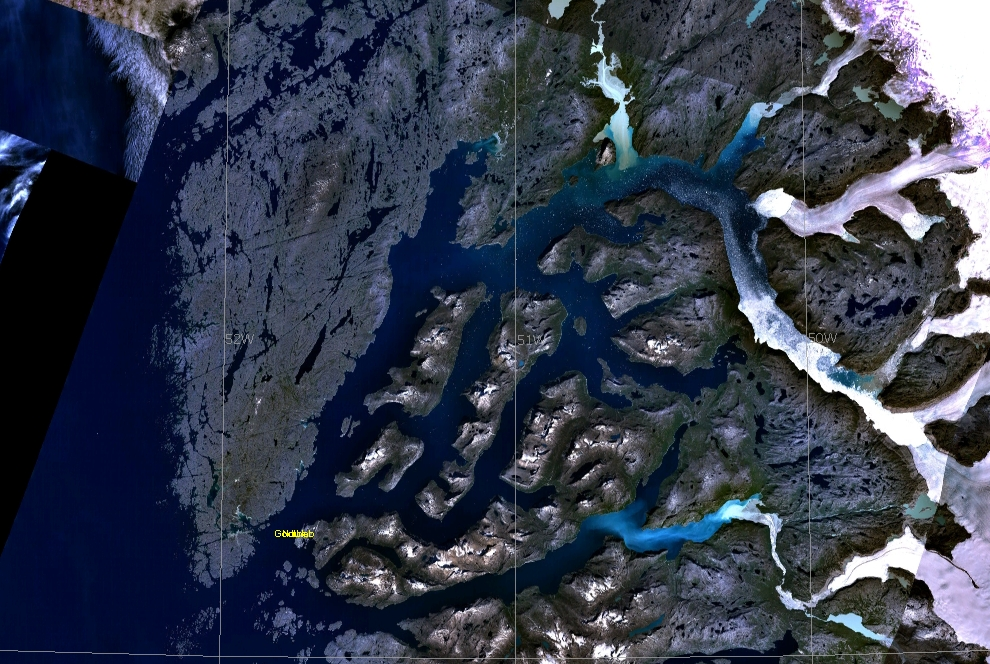
Satellietfoto van de fjord.